# Diego Polo

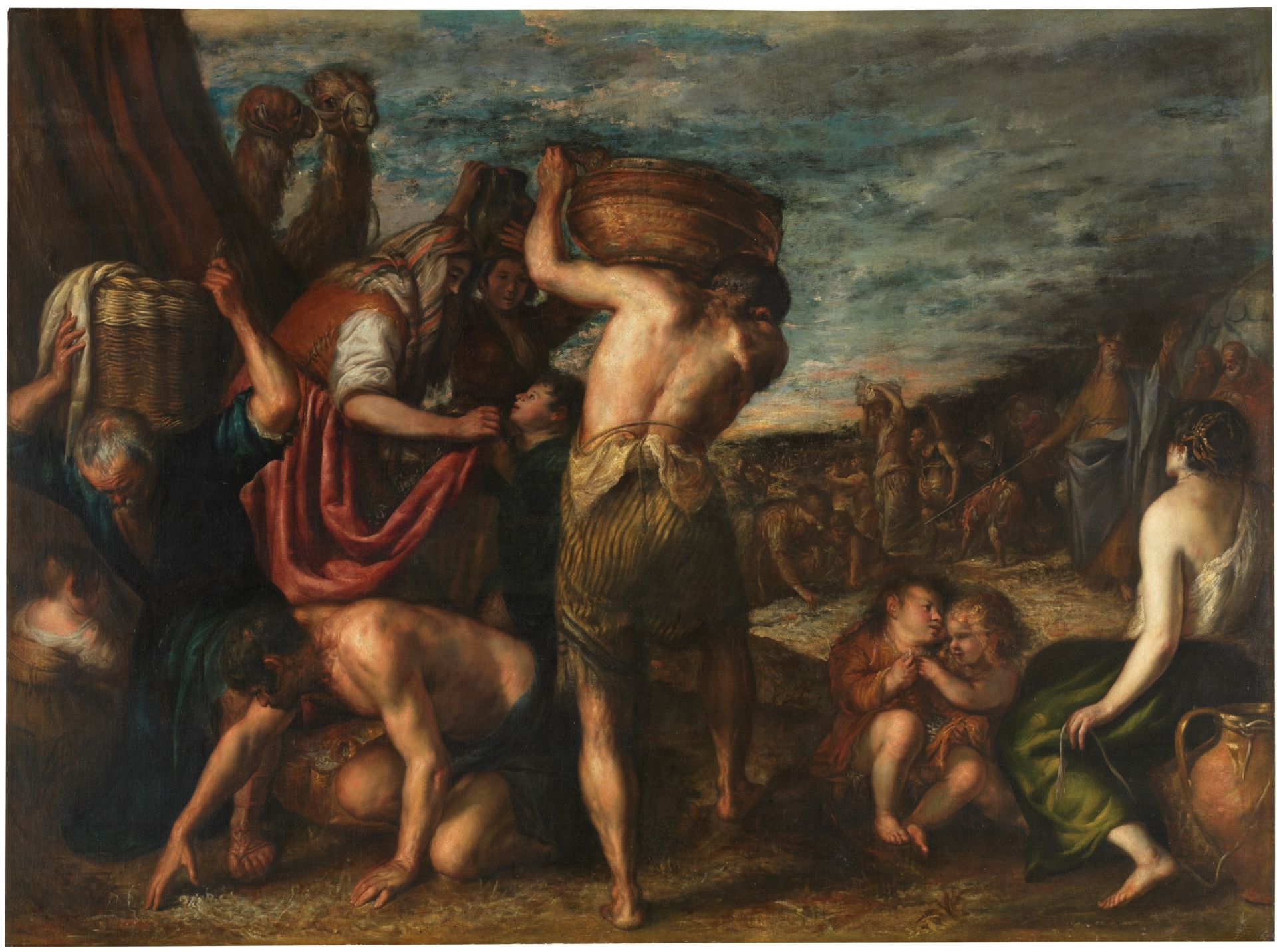
La recogida del maná, óleo sobre lienzo, 187 x 238 cm, Madrid, Museo del Prado. La fluidez de la pincelada y el tratamiento de las carnaciones acercan la obra de Polo a modelos de Tiziano.

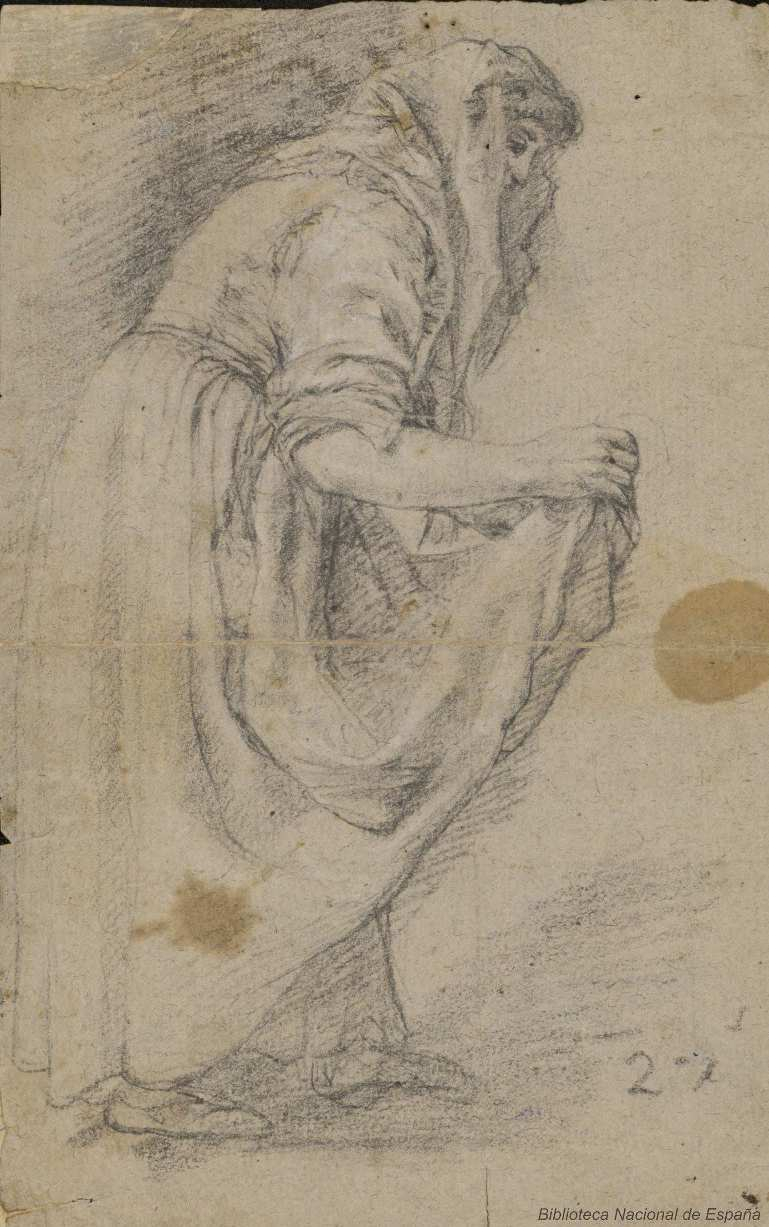
Mujer levantándose el borde de la falda, dibujo a lápiz negro preparatorio para La recogida del maná. Madrid, Biblioteca Nacional de España.

Diego Polo, también llamado Diego Polo el Menor (Becilla de Valderaduey, 1604-Madrid, ca. 1655), fue un pintor barroco español fuertemente influido por Tiziano, activo en Madrid entre 1630 y 1641. 

## Biografía
Sobrino de un Diego Polo «el Mayor», de quien Antonio Palomino dice que era «buen pintor, y natural de Castilla la Vieja», fue creído burgalés hasta el hallazgo del expediente matrimonial y partida de bautismo en Becilla de Valderaduey (Valladolid), donde fue bautizado el 29 de diciembre de 1604, siendo hijo de Juan Polo y María Merino. Con veintidós años, según su declaración en el expediente matrimonial, se trasladó a Madrid, donde en 1638 contrajo matrimonio con Melchora de los Reyes, viuda de un sastre y natural de Madrid, de 28 años. Polo dijo en esta ocasión tener 29 años, lo que no concuerda con la partida de bautismo, por la cual se deduce que tenía entonces 33 años. La documentación restante, sumamente escasa, se reduce al testamento del también pintor Antonio de Lanchares (1630), quien menciona a Polo como su oficial, y el documento de tasación de los bienes de Rodrigo de Herrera, caballero de la Orden de Santiago, fechado en Madrid en noviembre de 1641, en el que Polo aparece en compañía de Antonio de Puga como tasador de la colección de pinturas que el citado Herrera poseía en su casa de la calle de Alcalá de Madrid, abundante en pinturas mitológicas, aunque se tratase en su mayor parte de copias. Este mismo año se le encuentra, además, entre los pintores contratados para realizar algunas obras con destino a la alcoba del rey en el viejo Alcázar de Madrid. Conforme a lo estipulado en el contrato las obras debían estar concluidas en el mes de mayo, como en efecto hubo de hacer pues cobró por ellas el 5 de junio junto con Pedro Núñez del Valle y Francisco Camilo. 
Lázaro Díaz del Valle, que escribía en 1657 y lo decía discípulo de Lanchares, lo daba ya por fallecido en esa fecha, «en lo mejor de su edad». Según Palomino, y sin otra información quizá que la proporcionada por Díaz del Valle, habría muerto en Madrid hacia 1655, a los treinta y seis años, lo que llevaría la fecha de su nacimiento a 1620, un dato incompatible con el hecho de que en 1630 se encontrase ya trabajando como oficial de Lanchares, y que desmiente la partida de bautismo. 

## Obra

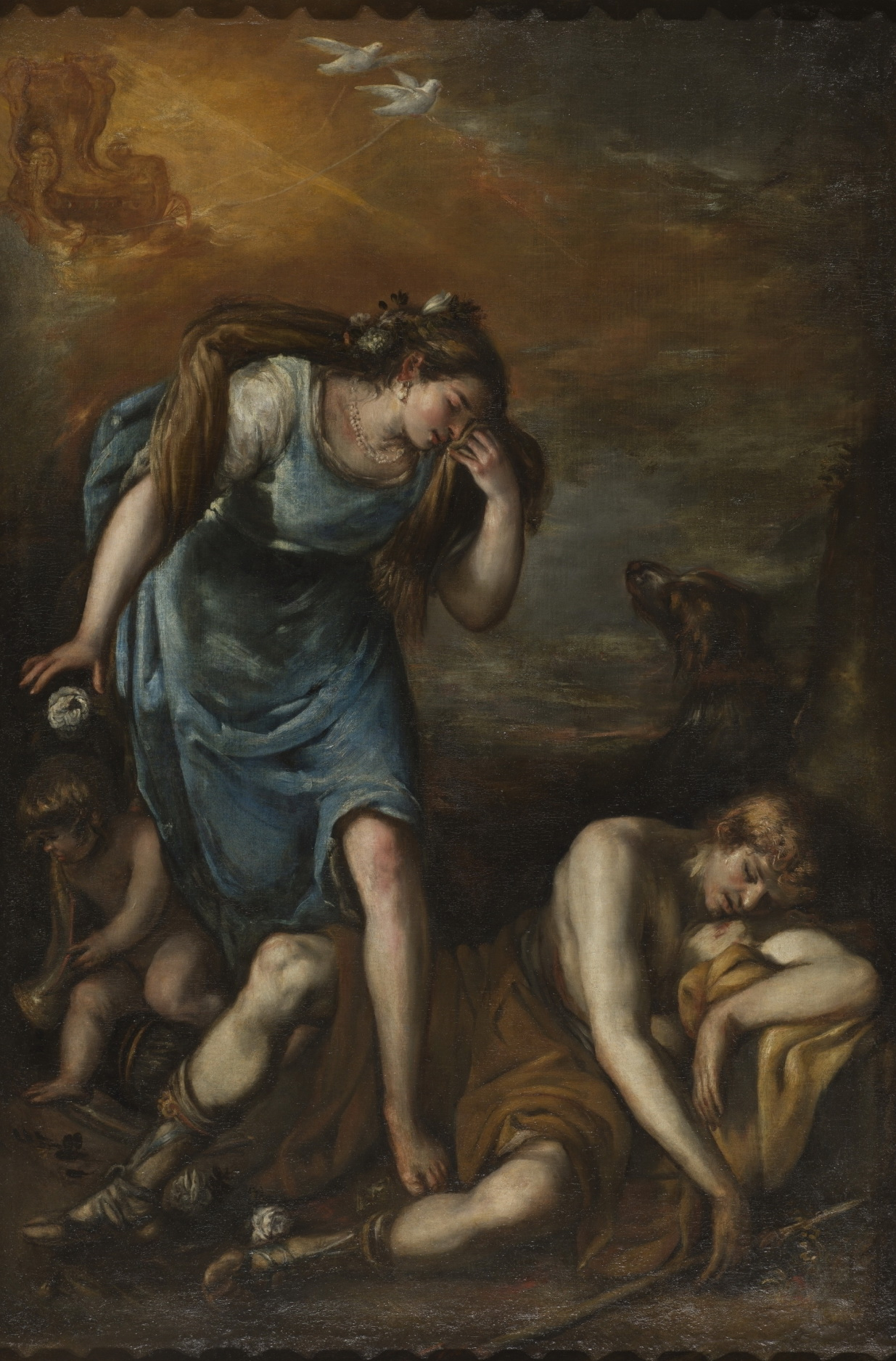
Venus descubre a Adonis muerto, óleo sobre lienzo, 214 x 144 cm, Madrid, Museo del Prado

Palomino, cuya fuente de información es Lázaro Díaz del Valle (1657), afirma que tras formarse con Lanchares marchó a El Escorial a estudiar por las pinturas de los grandes artífices allí guardadas, donde aprovechó mucho y dejó algunas obras de su mano. El padre Francisco de los Santos, en su Descripción breve del Monasterio de San Lorenzo de El Escorial, edición de 1667, citaba en el Colegio como «originales de Polo de muy linda inventiva, dibujo y colorido», un San Jerónimo azotado por los ángeles y una Magdalena penitente, afortunadamente conservados en el mismo monasterio. Trabajados con cierto descuido o desinterés por el dibujo, compatible con la riqueza de las tonalidades, estos cuadros de atribución temprana ponen de manifiesto la influencia de Tiziano sobre Polo. Obras de juventud, en ellos se puede advertir además un gusto por el desnudo y un interés por la coloración de las carnes inusuales en la pintura española del momento.
Siguiendo a Palomino, de regreso a Madrid trabajó para Alonso Portero, escribano de número, a quien pintó un cuadro del Maná en el desierto, que siendo visto por Velázquez mereció sus elogios. Asunto infrecuente en la pintura española, parece bien fundada su identificación con el lienzo conservado en el Museo Nacional del Prado procedente de la colección del infante don Sebastián de Borbón, donde ya en el siglo XIX se atribuía a Polo. La calidez del color y la pincelada jugosa remiten de nuevo a Tiziano, junto con evocaciones del propio Velázquez, especialmente de La túnica de José que Polo pudo ver también en El Escorial. Se conocen, además, dos dibujos preparatorios para el lienzo que demuestran el cuidadoso estudio previo realizado por el pintor, uno de la figura del muchacho agachado, conservado en el Gabinete de dibujos de la Gallerie degli Uffizi, y el otro el de la mujer que se levanta la falda —situada en el cuadro a la espalda del muchacho— para recoger en el regazo el alimento caído del cielo, conservado en la Biblioteca Nacional de España.

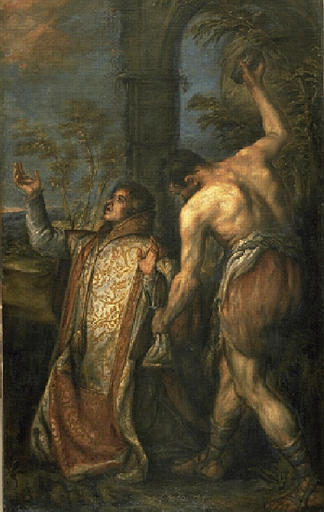
San Esteban, óleo sobre lienzo, 194 x 121 cm, Lille, Museo de Bellas Artes.

A partir de estos cuadros, que pueden considerarse seguros, se ha ido formando un corpus de obras asignadas a Polo, principalmente por Alfonso E. Pérez Sánchez, de entre las cuales las más notables son otros dos lienzos procedentes también de la colección del infante Sebastián: el Martirio de San Esteban del Museo de Lille, atribuido mucho tiempo al Tiziano anciano tras perderse el recuerdo de su atribución a Polo en la antigua colección del infante, y un San Jerónimo adquirido por el Museo del Prado en 1982. Ambos presentan características comunes, como el tratamiento deshilachado de las carnes, los toques vibrantes de luz y los paisajes venecianos, deudores del último Tiziano, junto con un tratamiento de las telas, minucioso en la dalmática de San Esteban y dispuestas en grandes planos en el San Jerónimo, incompatibles con la pintura del veneciano.
El catálogo de las obras de Diego Polo establecido por Pérez Sánchez se completa con un dudoso David vencedor de Goliat de colección particular, de torpe composición, un San Roque adquirido por el Museo del Prado como anónimo en 1965, que podría relacionarse con otra de las obras que según Palomino pintó para Alonso Portero; la Flagelación que se encuentra en el Museo de Pontevedra, con atribución antigua a Alonso Cano, y dos versiones más de San Jerónimo penitente en Leipzig y Múnich, Alte Pinakothek, a las que posteriormente se han añadido el San Juan Bautista de la colección Banco de Santander, la Muerte de Abel, lienzo próximo a las primeras obras escurialenses, adquirido en 2005 por el Estado para el Museo de Bellas Artes de Asturias, un Sacrificio de Isaac en el convento de los Agustinos Recoletos de Marcilla (Navarra), cercano al anterior, con sus característicos toques ligeros de pincel combinados con cierta torpeza en el dibujo, y un Martirio de San Bartolomé legado en el siglo XVIII a la parroquia de la Asunción de Barásoain por Juan Satrústegui, residente en Madrid. Últimamente se le ha atribuido también una pintura de tema mitológico, Venus descubre a Adonis muerto, adquirida en 2022 por el Estado para el museo del Prado. Venus, que aparece castamente vestida pero con una pierna adelantada a la manera de la Santa Margarita de Tiziano, de quien es también la técnica abocetada que caracteriza la obra de Polo, derrama flores blancas sobre Adonis, recostado. Ello, y el carro de la diosa arrastrado por palomas y no por cisnes, indican que Polo debió de servirse de una fuente iconográfica distinta de Las metamorfosis de Ovidio, que pudiera ser el Lamento por Adonis de Bión de Esmirna o el Adonis de Giambattista Marino.
Se han perdido, en cambio, las restantes pinturas citadas por Palomino, quien dice hizo muchas obras con las que ganó mucha opinión, entre ellas la pintura de los reyes Ramiro II y Ordoño III para el Salón Dorado o de los Retratos del Alcázar, de los que decía Lázaro Díaz del Valle —y repetía Palomino— que «aunque no es lo mejor que hizo compite en el colorido con lo mejor de España porque fue muy imitador de Tiziano», una pintura de la Anunciación, no se sabe si al óleo o al fresco, en la cúpula de la capilla mayor de la desaparecida Iglesia de Santa María de la Almudena, y un Bautismo de Cristo que estaba en el cuerpo de la iglesia del Carmen Calzado de Madrid, y es «pintura muy celebrada», tema de un lienzo de colección privada española dado a conocer en 2025, con rasgos muy característicos del estilo de Polo, aunque con la documentación existente no es posible afirmar que se trate de la misma obra.